# Patrick Matlock

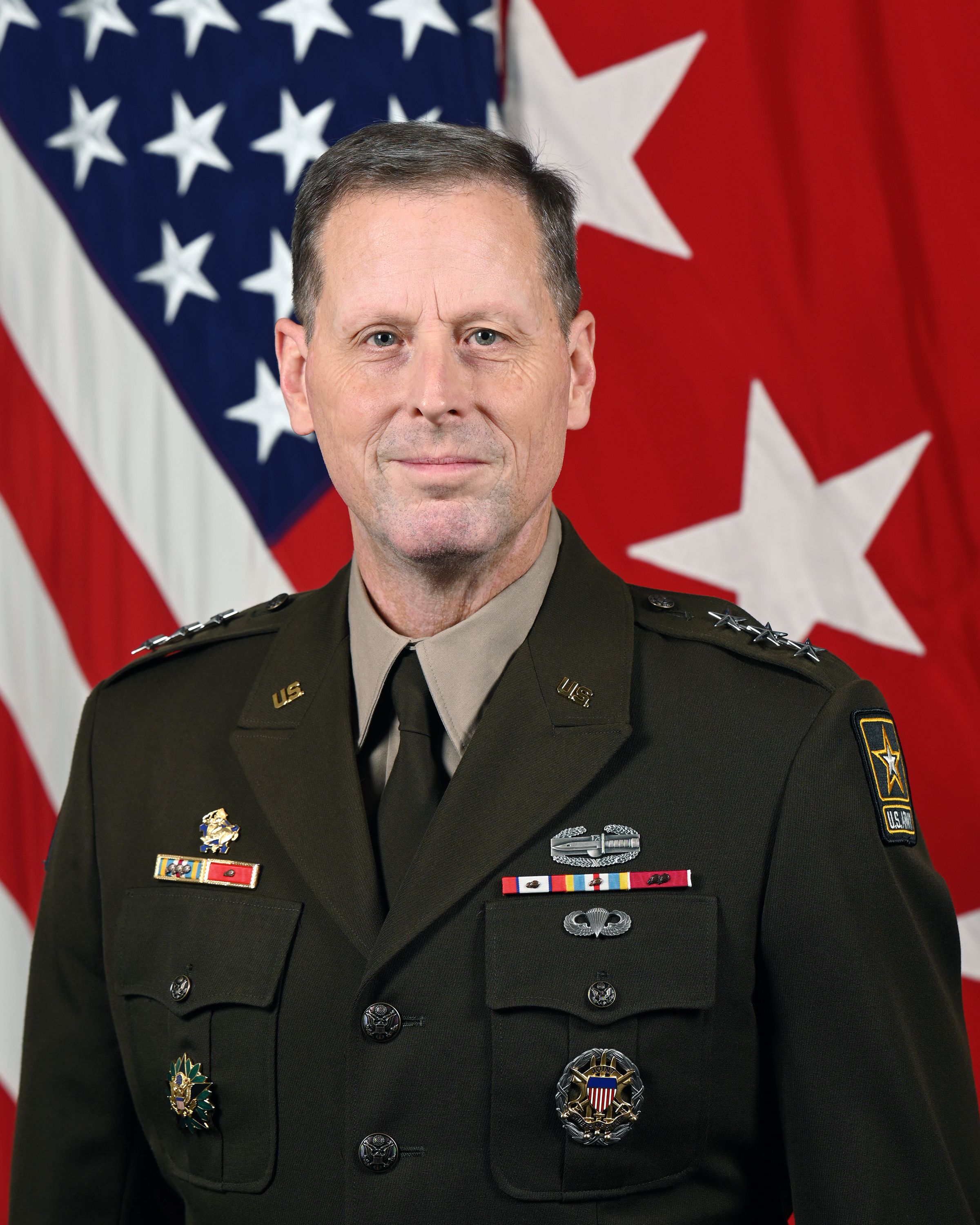
Patrick Matlock (2022)

Patrick Ernest Matlock (* 3. Juli 1965 in Yuba City, Sutter County, Kalifornien) ist ein Generalleutnant der United States Army. Er war unter anderem Kommandeur der 1. Panzerdivision.
In den Jahren 1984 bis 1988 durchlief Patrick Matlock die United States Military Academy in West Point. Nach seiner Graduation wurde er als Leutnant den Panzereinheiten zugeteilt. In der Armee durchlief er anschließend alle Offiziersränge vom Leutnant bis zum Drei-Sterne-General.
In seinen jüngeren Jahren absolvierte er den für Offiziere in den niederen Rangstufen üblichen Dienst in verschiedenen Einheiten und Standorten. Dazu gehörten auch Aufgaben als Stabsoffizier in verschiedenen Hauptquartieren. Später war er im Zweiten Golfkrieg, im Krieg in Afghanistan und im Irakkrieg eingesetzt.
Am 2. Dezember 2014 erreichte Matlock mit seiner Beförderung zum Brigadegeneral die Generalsränge. Zu diesem Zeitpunkt war er Stabsoffizier bei den Joint Chiefs of Staff in Washington, D.C. Dort war er bereits seit März 2014 Abteilungsleiter in der Stabsabteilung J3 (Operationen). Diesen Posten hatte er bis Juni 2015 inne. Es folgte eine Versetzung nach Hawaii zur 25. Infanteriedivision, wo er bis Juni 2016 deren Stabsabteilung G4 (Logistik) leitete.
Anschließend kehrte er in den Generalstab nach Washington, D.C. zurück. Dort war er bis Juli 2018 in der Stabsabteilung G3/5/7 des Heeresministeriums Direktor für Ausbildung (Director of Training). Im Februar 2018 erhielt er seine Beförderung zum Generalmajor. Zwischen Juli 2018 und Juli 2020 kommandierte Matlock die 1. Panzerdivision. Deren Hauptquartier befand sich in Fort Bliss in Texas. Teile seiner Division waren auch im Rahmen der Operation Freedom Sentinel in Afghanistan eingesetzt.
Nach dem Ende seines Kommandos über die 1. Panzerdivision wurde Matlock nach Südkorea versetzt. Dort gehörte er als Leiter der Stabsabteilung G3 dem kombinierten United Nations Commands und US-Forces Commands an. Diesen Posten hatte er zwischen August 2020 und Oktober 2021 inne. Zwischen November 2021 und Oktober 2022 war er Stabsoffizier beim Chief of Staff of the Army.
Am 3. Oktober 2022 erfolgte Matlocks Beförderung zum Generalleutnant. Gleichzeitig wurde er zum Leiter der Stabsabteilung G3/5/7 (Operationen) im Heeresministerium ernannt. Dieses Amt bekleidet er bis heute (Sommer 2023).

## Orden und Auszeichnungen
Patrick Matlock erhielt im Lauf seiner militärischen Laufbahn unter anderem folgende Auszeichnungen:
- Army Distinguished Service Medal
- Legion of Merit
- Bronze Star Medal
- Defense Superior Service Medal